# Триггер (компьютерные игры)
Триггер (англ. trigger — спусковой крючок) — в компьютерных играх механизм, проверяющий присутствие каких-либо объектов игрового мира в заданном пространстве или расстояние от этих объектов до специальной точки. При выполнении условий (например, объект находится в триггерной зоне и этот объект — игрок) срабатывает определённое событие или цепь событий (скрипт). Например (в случае с игроком), на него нападает враг, взрывается бомба, он проваливается сквозь землю и т. д.
Также триггерами называют участки игровых скриптов, которые при выполнении определённых условий запускают заданные команды (то есть это аналоги if).
Например, в игре The Elder Scrolls III: Morrowind часть скрипта может выглядеть (упрощенно) следующим образом (комментарии отделены знаком «;»):
```
If
 
(
 
GetDistance
,
 
Player
 
<=
 
256
 
)
; условие

Activate
 
;совершаемое действие, если условие выполнено

EndIf

```

Это означает, что, если игрок приближается («GetDistance, Player») к некоему объекту, к которому «привязан» скрипт, на расстояние меньшее или равное 256 единицам («<= 256») с любой стороны, то этот объект активируется (то есть, совершается действие, приписанное объекту — дверь или шкаф, например, открывается).

## Виды

### Триггерная зона
Зона в игровом пространстве, которая проверяет наличие или отсутствие в ней игрока, врага или какого-либо другого объекта. В 3D-играх обычно имеет вид невидимого для игрока объекта: параллелепипеда, сферы, плоскости и т. п.

### Триггер-точка
Триггер в виде точки, проверяющей расстояние от себя до объекта.